# Thanaka
Ne doit pas être confondu avec Tanaka.

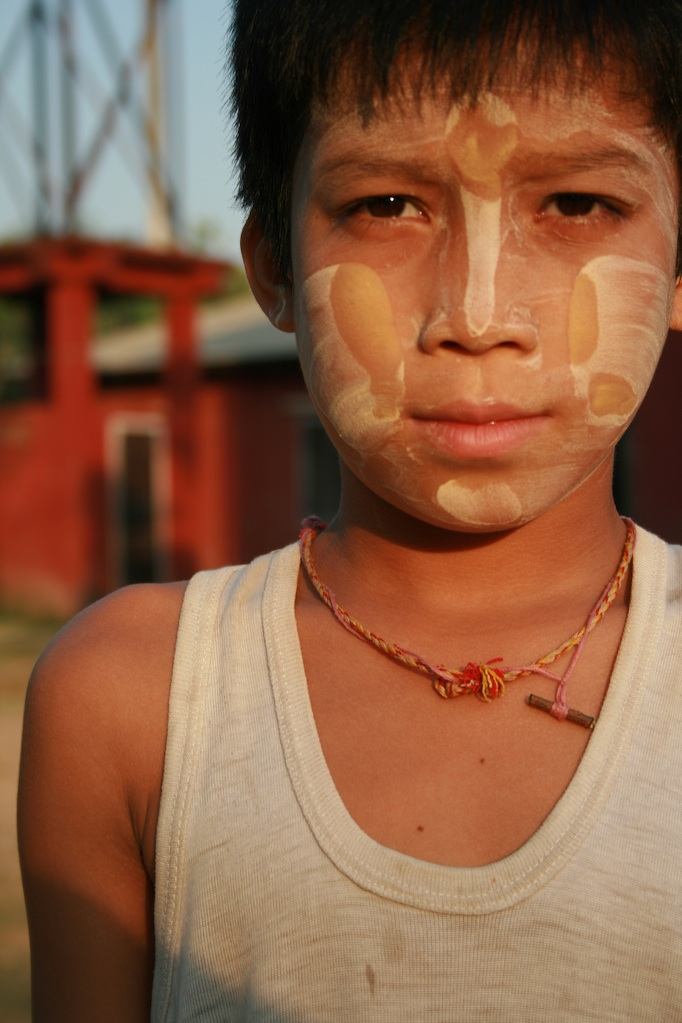
Un enfant portant du thanaka

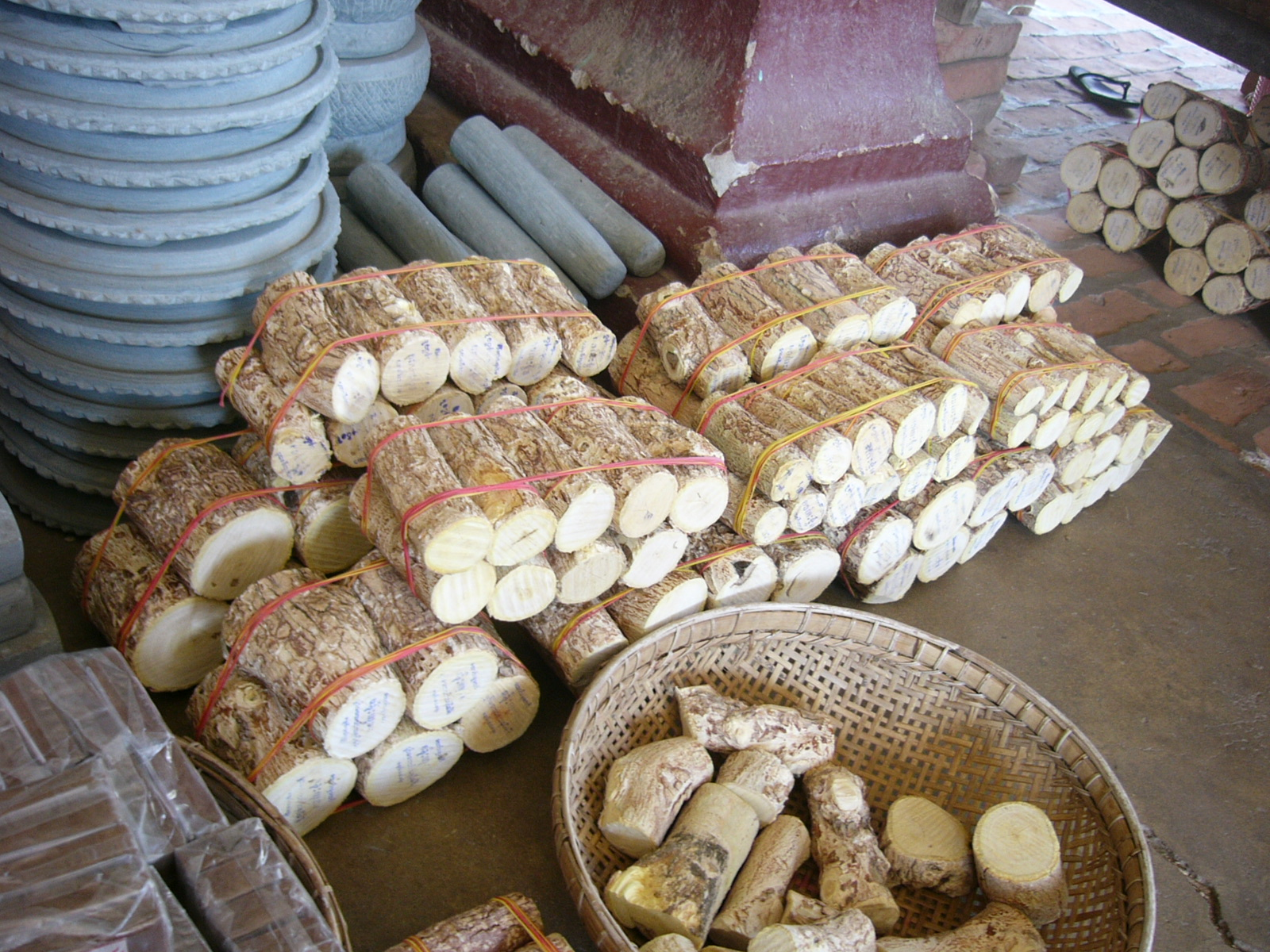
Tronc de thanaka (Murraya exotica) en vente en Birmanie.

Le thanaka (birman : သနပ်ခါး, MLCTS=sa. nap hka:) est une pâte cosmétique blanc-jaune d'origine végétale couramment utilisée au Myanmar pour couvrir le visage et parfois les bras des femmes et des filles, et dans une moindre mesure des hommes et des garçons, , . Son usage remonterait à plus de 2000 ans. Il s'est aussi diffusé dans les pays voisins, comme la Thaïlande, . À Madagascar, une poudre similaire est appelée masonjoany.
Il est produit à partir du bois de plusieurs arbres poussant en abondance en Birmanie centrale et connus collectivement comme "arbres à thanaka" : ce sont notamment les Rutacées Murraya spp. et Limonia acidissima. Ils ne sont pas coupés avant 35 ans.
Le thanaka est traditionnellement vendu en petits rondins ou en fagots, et aujourd'hui aussi sous forme de pâte ou de poudre. La crème de thanaka est faite en râpant l'écorce, le bois ou les racines de l'arbre avec un peu d'eau sur une pierre circulaire appelée kyauk pyin, munie d'une rigole circulaire pour évacuer l'eau. 
Les deux thanakas les plus populaires sont celui de  Shwebo (Limonia acidissima) de la Région de Sagaing et le thanaka Shimataung de la Région de Magway. D'origine plus récente, le thanaka Mauk Mai de Taunggyi est produit dans le sud de l'état Shan.
La crème est appliquée sur le visage en motifs simples, le plus courant étant un disque sur chaque joue, parfois des bandes appelées thanaka bè gya, ou la forme d'une feuille, le nez étant souvent souligné en même temps. Il est parfois appliqué de la tête aux pieds (thanaka chi zoun gaung zoun). Outre sa fonction cosmétique, le thanaka procure une sensation rafraichissante, protège de la brûlure du soleil, aide à lutter contre l'acné, rend la peau douce et a une action anti-mycosique[citation nécessaire]. Son parfum rappelle un peu celui du bois de santal, .  
Des gravures d'une peinture de J. Raeburn Middleton montrant une birmane à sa toilette, avec un rondin de thanaka et son kyauk pyin, furent populaires en grande-Bretagne de la fin des années 1920 à l'après-guerre.